# Къщата на Уимзи
Къщата на Уимзи (на английски: Wimzie's House) е американска поредица за деца от предучилищна възраст, която съчетава образователни и развлекателни елементи. Тя е една от най-старите телевизионни програми в САЩ. Направени са общо 112 епизода.

## Сюжет
Уимзи е малко момиче драконче, който живее с родителите си (Русо & Грациела), баба си (Яя), и братчето си (Bo). Основата в сюжета е, че приятелите на Уимзи винаги ще идват през деня да играят заедно. Това обикновено се превръща в проблем и води до поуката от епизода.